# Rafał Marcin Leszczyński
Rafał Marcin Leszczyński (ur. 1972 w Łodzi) – polski teolog i filozof, doktor habilitowany nauk teologicznych, specjalista w zakresie teologii historycznej, publicysta, profesor nadzwyczajny Chrześcijańskiej Akademii Teologicznej w Warszawie

## Życiorys
Jest synem slawisty Rafała Leszczyńskiego.
W latach 1991–1996 był duszpasterzem zboru Ewangelicko-Reformowanego w Żyrardowie.
Specjalizuje się w filozofii starożytnej i patrologii. Publikował między innymi w dwumiesięczniku religijno-społecznym „Jednota”. Autor ok. 80 artykułów o tematyce teologiczno-filozoficznej. Jego książka Starożytna koncepcja Logosu i jej wpływ na myśl wczesnego chrześcijaństwa była w 2004 r. nominowana do nagrody im. Jana Długosza oraz zaliczona do dziesięciu najlepszych książek na Krakowskich Targach Książki.
Autor podręcznika akademickiego Główne problemy i kierunki w filozofii, stanowiącego oryginalne zestawienie relacji między filozofią a teologią.

## Wybrane publikacje
- Starożytna koncepcja Logosu i jej wpływ na myśl wczesnego chrześcijaństwa, Warszawa 2003, „Semper”, ISBN 83-89100-36-3.
- Główne problemy i kierunki w filozofii, Warszawa 2010, ChAT, ISBN 978-83-60273-15-9.
- Paweł Hulka-Laskowski. Pisarz, religioznawca, bibliofil i pedagog. Materiały z konferencji odbytej w Łodzi 20–30 maja 2015 roku (red. nauk.), Wydawnictwo Naukowe Towarzystwa Pedagogiki Filozoficznej „Chowanna”, Łódź 2016 ISBN 978-83-939175-4-9.
- Jan Kalwin. Studia nad myślą Reformatora, Biblioteka „Jednoty”, Warszawa 2017 ISBN 978-83-929269-3-1.
- Mikołaj Rej i wychowanie dla cnoty w »Żywocie człowieka poczciwego«, Wydawnictwo Naukowe ChAT, Warszawa 2020 ISBN 978-83-60273-59-3.
- Ulryk Zwingli – teolog, humanista, reformator (red. nauk. z Ewą Jóźwiak), Wydawnictwo Naukowe ChAT, Warszawa 2020 ISBN 978-83-60273-60-9.